# (7637) 1984 DN
(7637) 1984 DN est un astéroïde de la ceinture principale découvert en 1984.

## Description
(7637) 1984 DN a été découvert le 23 février 1984 à l'observatoire de La Silla, au Chili, par Henri Debehogne.

### Caractéristiques orbitales
L'orbite de cet astéroïde est caractérisée par un demi-grand axe de 2,56 UA, un périhélie de 2,02 UA, une excentricité de 0,21 et une inclinaison de 7,51° par rapport à l'écliptique. Du fait de ces caractéristiques, à savoir un demi-grand axe compris entre 2 et 3,2 UA et un périhélie supérieur à 1,666 UA, il est classé, selon la JPL Small-Body Database, comme objet de la ceinture principale.

### Caractéristiques physiques
(7637) 1984 DN a une magnitude absolue (H) de 13,3 et un albédo estimé à 0,056.